# Croce per il 60º anno di regno
La croce per il 60º anno di regno fu una medaglia commemorativa creata nell'ambito dell'Impero austro-ungarico.

## Storia
La medaglia venne istituita nel 1908 per commemorare il 60º anniversario di regno dell'imperatore Francesco Giuseppe, il più longevo tra gli imperatori austriaci.

## Classi
La croce venne concessa in due classi di benemerenza:
- croce in oro e diamanti
- croce in bronzo dorato

## Insegna
La  medaglia consisteva in una croce di bronzo dorato circondata da una corona d'alloro dello stesso materiale. La croce riporta sul diritto il volto di Francesco Giuseppe I d'Austria rivolto verso destra ed attorniato dalla legenda abbreviata "FRANC.IOS.I.". Sul retro la decorazione riportava le due date "1848-1908" che indicavano appunto i 60 anni di regno dell'imperatore.
Il  nastro era bianco con una striscia rossa per parte.